# Gare de Thuès-les-Bains
La gare de Thuès-les-Bains est une gare ferroviaire française de la ligne de Cerdagne (voie métrique), située de l'ancien centre de rééducation fonctionnelle de Thuès-les-Bains (reconverti en centre psychiatrique « Mas de sources de Thuès »), sur le territoire de la commune de Nyer, proche de celle de Thuès-Entre-Valls, dans le département des Pyrénées-Orientales en région Occitanie.
Elle est mise en service en 1910 par la Compagnie des chemins de fer du Midi et du Canal latéral à la Garonne. 
C'est une halte voyageurs de la Société nationale des chemins de fer français (SNCF) desservie par le Train Jaune, train TER Occitanie spécifique pour la ligne de Cerdagne.

## Situation ferroviaire
Établie à 720 mètres d'altitude, la gare de Thuès-les-Bains est située au point kilométrique (PK) 13,860 de la ligne de Cerdagne (voie métrique), entre les gares de Nyers et de Thuès-Carença.

## Histoire
La halte de Thuès-les-Bains est mise en service le 18 juillet 1910, avec la première section de Villefranche à Mont-Louis, par la Compagnie des chemins de fer du Midi et du Canal latéral à la Garonne.

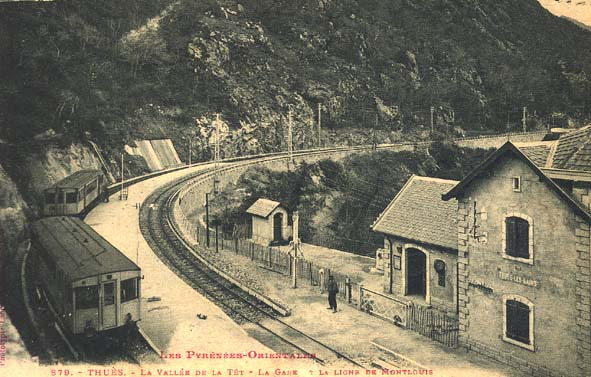
La gare dans les années 1910.

## Service des voyageurs

### Accueil
Halte SNCF, c'est un point d'arrêt non géré (PANG) à entrée libre.

### Desserte
Thuès-les-Bains est desservie par des trains TER Occitanie (Train Jaune) qui effectuent des missions entre les gares de Villefranche - Vernet-les-Bains et de Latour-de-Carol - Enveitg.